# Critérium Internacional 2015
El Critérium Internacional 2015 se disputó entre el 28 y el 29 de marzo, sobre un trazado de 289 km divididos en 3 etapas en 2 días, en Porto-Vecchio (Córcega del Sur) y sus alrededores, repitiendo el recorrido establecido desde la edición del 2012.
La prueba perteneció al UCI Europe Tour 2015 dentro de la categoría 2.HC (máxima categoría de estos circuitos).
El ganador final fue, por segundo año consecutivo Jean-Christophe Péraud tras hacerse con la etapa de montaña consiguiendo una ventaja suficiente para alzarse con la victoria. Le acompañaron en el podio Thibaut Pinot (vencedor de las clasificación de los jóvenes) y Fabio Felline (ganador de la clasificación por puntos), respectivamente.
En las otras clasificaciones secundarias se impusieron Marco Canola (montaña) y Ag2r La Mondiale (equipos).

## Equipos participantes
Tomaron parte en la carrera 16 equipos: 7 de categoría UCI ProTeam; 7 de categoría Profesional Continental; y 2 franceses de categoría Continental. Formando así un pelotón de 118 ciclistas, de entre 6 y 8 corredores por equipo, de los que acabaron 91. Los equipos participantes fueron:
| Equipo                        | Cód. UCI | Categoría               |
| ----------------------------- | -------- | ----------------------- |
| Ag2r La Mondiale              | ALM      | UCI ProTeam             |
| IAM Cycling                   | IAM      | UCI ProTeam             |
| Bora-Argon 18                 | BOA      | Profesional Continental |
| Tinkoff-Saxo                  | TCS      | UCI ProTeam             |
| Bretagne-Séché Environnement  | BSE      | Profesional Continental |
| Trek Factory Racing           | TFR      | UCI ProTeam             |
| Cofidis, Solutions Crédits    | COF      | Profesional Continental |
| Team Cannondale-Garmin        | TCG      | UCI ProTeam             |
| FDJ                           | FDJ      | UCI ProTeam             |
| Team Giant-Alpecin            | TGA      | UCI ProTeam             |
| Team Europcar                 | EUR      | Profesional Continental |
| Roompot Oranje Peloton        | ROO      | Profesional Continental |
| Cult Energy Pro Cycling       | CLT      | Profesional Continental |
| UnitedHealthcare Professional | UHC      | Profesional Continental |
| Auber 93                      | AUS      | Continental             |
| Team Marseille 13-KTM         | M13      | Continental             |

## Etapas
| Etapa | Fecha       | Recorrido                       | km      | Ganador                | Líder                  |
| ----- | ----------- | ------------------------------- | ------- | ---------------------- | ---------------------- |
| 1ª    | 28 de marzo | Porto-Vecchio-Porto-Vecchio     | 92,5    | Benjamin King          | Benjamin King          |
| 2ª    | 28 de marzo | Porto-Vecchio-Porto-Vecchio     | 7 (CRI) | Fabio Felline          | Benjamin King          |
| 3ª    | 29 de marzo | Porto-Vecchio-Col de l’Ospedale | 189,5   | Jean-Christophe Péraud | Jean-Christophe Péraud |

## Clasificaciones finales

### Clasificación general
| Posición | Ciclista               | Equipo                       | Tiempo          |
| -------- | ---------------------- | ---------------------------- | --------------- |
|          | Jean-Christophe Péraud | Ag2r La Mondiale             | 7 h 35 min 45 s |
| 2.º      | Thibaut Pinot          | FDJ                          | a 10 s          |
| 3.º      | Fabio Felline          | Trek Factory Racing          | a 18 s          |
| 4.º      | Pierrick Fédrigo       | Bretagne-Séché Environnement | m.t.            |
| 5.º      | José Mendes            | Bora-Argon 18                | a 40 s          |
| 6.º      | Jan Bakelants          | Ag2r La Mondiale             | a 41 s          |
| 7.º      | Nicolas Edet           | Cofidis, Solutions Crédits   | a 43 s          |
| 8.º      | Julián Arredondo       | Trek Factory Racing          | a 44 s          |
| 9.º      | Alexis Vuillermoz      | Ag2r La Mondiale             | a 45 s          |
| 10.º     | Manuele Boaro          | Tinkoff-Saxo                 | a 46 s          |

### Clasificación por puntos
| Posición | Ciclista      | Equipo              | Puntos |
| -------- | ------------- | ------------------- | ------ |
|          | Fabio Felline | Trek Factory Racing | 24     |
| 2.º      | Thibaut Pinot | FDJ                 | 19     |
| 3.º      | Benjamin King | Cannondale-Garmin   | 18     |

### Clasificación de la montaña
| Posición | Ciclista          | Equipo           | Puntos |
| -------- | ----------------- | ---------------- | ------ |
|          | Marco Canola      | UnitedHealthcare | 36     |
| 2.º      | Chad Haga         | Giant-Alpecin    | 18     |
| 3.º      | Romain Guillemois | Europcar         | 8      |

### Clasificación de los jóvenes
| Posición | Ciclista       | Equipo              | Puntos          |
| -------- | -------------- | ------------------- | --------------- |
|          | Thibaut Pinot  | FDJ                 | 7 h 35 min 55 s |
| 2.º      | Fabio Felline  | Trek Factory Racing | a 8 s           |
| 3.º      | Patrick Konrad | Bora-Argon 18       | a 53 s          |

### Clasificación por equipos
| Posición | Equipo              | Tiempo           |
| -------- | ------------------- | ---------------- |
|          | Ag2r La Mondiale    | 22 h 48 min 51 s |
| 2.º      | Trek Factory Racing | a 59 s           |
| 3.º      | Bora-Argon 18       | a 1 min 56 s     |

## Evolución de las clasificaciones
| Etapa (Vencedor)                   | Clasificación general  | Clasificación por puntos | Clasificación de la montaña | Clasificación de los jóvenes | Clasificación por equipos |
| ---------------------------------- | ---------------------- | ------------------------ | --------------------------- | ---------------------------- | ------------------------- |
| 1.ª etapa (Benjamin King)          | Benjamin King          | Benjamin King            | Benjamin King               | Clément Saint Martin         | Cannondale-Garmin         |
| 2.ª etapa (CRI) (Fabio Felline)    | Benjamin King          | Benjamin King            | Benjamin King               | Clément Saint Martin         | Cannondale-Garmin         |
| 3.ª etapa (Jean-Christophe Péraud) | Jean-Christophe Péraud | Fabio Felline            | Marco Canola                | Thibaut Pinot                | Ag2r La Mondiale          |
| Final                              | Jean-Christophe Péraud | Fabio Felline            | Marco Canola                | Thibaut Pinot                | Ag2r La Mondiale          |